# Gaio Vitorio Osidio Geta
Gaio Vitorio Osidio Geta (fl. I secolo) è stato un sacerdote romano, membro del collegio sacerdotale degli Arvali e figlio del consul suffectus Marco Vitorio Marcello e di Osidia, figlia di Gneo Osidio Geta.

## Biografia
Geta nacque dal consul suffectus Marco Vitorio Marcello e da Osidia (figlia di Gneo Osidio Geta) e viene menzionato nel quarto libro delle Silvae di Stazio e nell'Institutio oratoria di Quintiliano, entrambi grandi amici del padre Marcello; il secondo fu anche maestro del padre. Infatti Quintiliano scrisse che: 
(Marco Fabio Quintiliano)
In seguito, Geta entrò nel collegio sacerdotale degli Arvali.